# Mancomunidad del Cerrato
La Mancomunidad del Cerrato (mancomunidad) es una agrupación voluntaria de municipios para la gestión en común de determinados servicios de competencia municipal, creada entre varios municipios en la provincia de Palencia, en la comunidad autónoma de Castilla y León, España. 

## Creación
La Mancomunidad del Cerrato se constituyó en 1985 con la finalidad de prestar el servicio de recogida, transporte, vertido y tratamiento, en su caso, de residuos sólidos urbanos. 
Posteriormente los objetivos se ampliaron y aumentaron los municipios integrantes de la misma. 
- ORDEN de 15 de abril de 1991, por la que se constata la modificación de Estatutos de la Mancomunidad del Cerrato, integrada por los municipios de Cevico de la Torre, Dueñas, Hontoria de Cerrato, Magaz de Pisuerga, Soto de Cerrato, Tariego de Cerrato, Venta de Baños y Villamuriel de Cerrato (Palencia).

- ORDEN de 10 de marzo de 1999, por la que se hace pública la modificación de los Estatutos de la Mancomunidad del Cerrato.

## Municipios integrantes con fechas de adhesión y baja
- Cevico de la Torre (1991 o antes-...),
- Dueñas (1991 o antes-...),
- Hontoria de Cerrato (1991 o antes-...),
- Magaz de Pisuerga (1991 o antes-...),
- Reinoso de Cerrato (antes del 2000-...),
- Soto de Cerrato (1991 o antes-...),
- Tariego de Cerrato (1991 o antes-...),
- Venta de Baños (1991 o antes-...),
- Villamuriel de Cerrato (1991 o antes-...),
- Villaviudas (antes del 2000-...).

## Obras y servicios
- Recogida,
- Transporte,
- Vertido y Tratamiento de residuos sólidos urbanos.
- Servicio de asistencia social,
- Centro de Acción Social (C.E.A.S.): 
 (coordinado a través de la Concejalía de Bienestar Social del Ayuntamiento de Venta de Baños) 
  - Objetivo: conseguir unas mejores condiciones de vida para el pleno desarrollo de las personas y grupos que integran la comunidad; dirigiéndose a todos los sectores que conforman la población.
  - Equipo de Trabajo: dos Trabajadoras Sociales y una Animadora Sociocomunitaria que, amparados por el Área de Servicios Sociales de la Diputación Provincial de Palencia, cuenta además con un Equipo de Apoyo a la Mujer formado por una Psicóloga y una Abogada.